# Manuel Prado y Ugarteche
Manuel Prado y Ugarteche (født 21. april 1889, død 15. august 1967) var Perus præsident i 1939-45 og 1956-62.
Han var søn af den tidligere præsident Mariano Ignacio Prado.